# Psychodrama
Dramaterapia, psychodrama (ang. drama therapy, psychodrama) – metoda psychoterapii mająca na celu rozpoznanie i leczenie zaburzeń psychicznych, wykorzystująca elementy teatru i dramy, polegająca na przygotowywaniu przez członków grupy terapeutycznej (lub klienta indywidualnego w przypadku monodramy) bez założonego scenariusza scen dotyczących rzeczywistości zewnętrznej lub świata wewnętrznego. Celem jest osiągnięcie jak najlepszego i elastycznego przystosowania jednostki do zmieniających się okoliczności, a także twórczy wpływ na tę rzeczywistość. Twórcą psychodramy na płaszczyźnie psychologii był w latach 20. XX wieku dr Jakub Moreno. 
Dramaterapia polega na odgrywaniu przez osobę różnych ról społecznych w zaimprowizowanych sytuacjach. Odegranie sytuacji z wydarzeń, które w rzeczywistości wiązały się z silnymi emocjami stanowi pretekst do ponownego ich przeżycia w bezpieczniejszej sytuacji, „oczyszczenia” emocjonalnego oraz poznania możliwych reakcji innych osób. Technika ta przynosi korzyści zarówno „aktorom”, jak i „widzom”.
Ważnym elementem jest dyskusja nad tym co się wydarzyło na scenie i jakie towarzyszyły temu uczucia. Dzięki temu problem zostaje przepracowany. 
Techniki psychodramy
- granie samego siebie,
- monolog,
- puste krzesło,
- sobowtór jako sumienie,
- zamiana ról,
- zwierciadło.

Przebieg
1. faza wstępna – rozgrzewka: pantomima, choreoterapia
2. faza główna – przedstawienie problemu
3. faza końcowa – wspólna rozmowa, dyskusja